# Eureka, Texas
Eureka là một thành phố thuộc quận Navarro, tiểu bang Texas, Hoa Kỳ. Năm 2010, dân số của xã này là 307 người.

## Dân số
- Dân số năm 2000: 340 người.
- Dân số năm 2010: 307 người.